# Sciuro-hypnum ornellanum
Sciuro-hypnum ornellanum là một loài Rêu trong họ Brachytheciaceae. Loài này được (Molendo) Ignatov & Huttunen mô tả khoa học đầu tiên năm 2002.